# Merced megye
Merced megye az Amerikai Egyesült Államokban, azon belül Kalifornia államban található. Megyeszékhelye Merced. Lakosainak száma 281 202 fő (2020. április 1.). Merced megye Stanislaus, Tuolumne, Mariposa, Madera, Fresno, San Benito és Santa Clara megyékkel határos.

## Népesség
A megye népességének változása:
| Lakosok száma | 256 752 | 259 620 | 261 632 | 263 228 | 268 455 | 277 680 | 281 202 |
|               | 2010    | 2011    | 2012    | 2013    | 2015    | 2019    | 2020    |